# Symfonie nr. 5 (Still)
William Grant Still voltooide zijn Symfonie nr. 5 "Western Hemisphere" in 1970.

## Geschiedenis
Het werk begon oorspronkelijk als Symfonie nr. 3, maar de componist was er niet tevreden over en trok het terug. Hij begon er weer aan te werken toen zijn uiteindelijke derde symfonie (1958) en zijn symfonie nr. 4 (1947) al gereed waren.
Het verhaal achter de symfonie doet een beetje wrang aan. Het gaat over de opkomst, hoogtepunt en uiteindelijke ondergang van de oorspronkelijke bewoners van Amerika. Na die ellende werd er vanaf de kant van de Atlantische Oceaan een nieuwe opkomst etc. in gang gezet en die onder invloed van The Great Intelligence Amerika (het westelijk halfrond) tot nieuwe hoogte(n) zal komen. De componist wilde in zijn oorspronkelijk opzet, het optimisme weergeven in het naoorlogse Amerika.
De eerste uitvoering vond desalniettemin plaats aan het Oberlin College, door het orkest aldaar op een concert op 9 november 1970 onder leiding van Robert Baustian in een programma gewijd aan de 75-ste verjaardag van de componist. Het werk is nooit officieel uitgegeven.

## Muziek

### Delen
Het werk kent de standaardindeling van vier delen; waarbij de vrouw van de componist Verna Arvey ook aangaf waar het betrekking op had:
1. Briskly -– the vigorous, life-sustaining forces of the Hemisphere
2. Slowly with utmost grace – the natural beautiful of the Hemisphere
3. Energetically – the nervous energy of the Hemisphere
4. Moderately – the overshadowing spirit of kindness and justice in the Hemisphere

Het thema of beter motief is direct te horen in het begin van de symfonie; het is een figuurtje van drie noten/tonen in mineur. Een tweede thema volgt vrijwel direct in het eerste deel. Het tweede deel is het serieuze deel met een wat broeierig en somber karakter. Deel drie is het scherzo met tegenmaatse accenten en een lichte instrumentale kleuring.. Het optimistische vierde deel sluit het werk af als weergave van de verworven vrijheden en de wens deze over te brengen op de gehele mensheid. Het sluit af als zijnde een hymne.

### Orkestratie
- 3 dwarsfluiten waarvan 1 ook piccolo, 2 hobo’s, althobo, 3 klarinetten waarvan 1 ook basklarinet, 2 fagotten;
- 4 hoorns, 3 trompetten, 3 trombones, 1 tuba
- pauken, percussie waaronder buisklokken,marimba, kleine trom en bekkens, 1 harp, celesta
- violen, altviolen, celli, contrabassen

## Discografie
- Uitgave Naxos: Fort Smith Orchestra o.l.v. John Peter; een opname uit 2009.